# Alexander Jahr
Alexander Jahr (* 15. April 1940; † 22. Juni 2006 in Polen) war ein deutscher Rechtsanwalt und Verleger.

## Leben

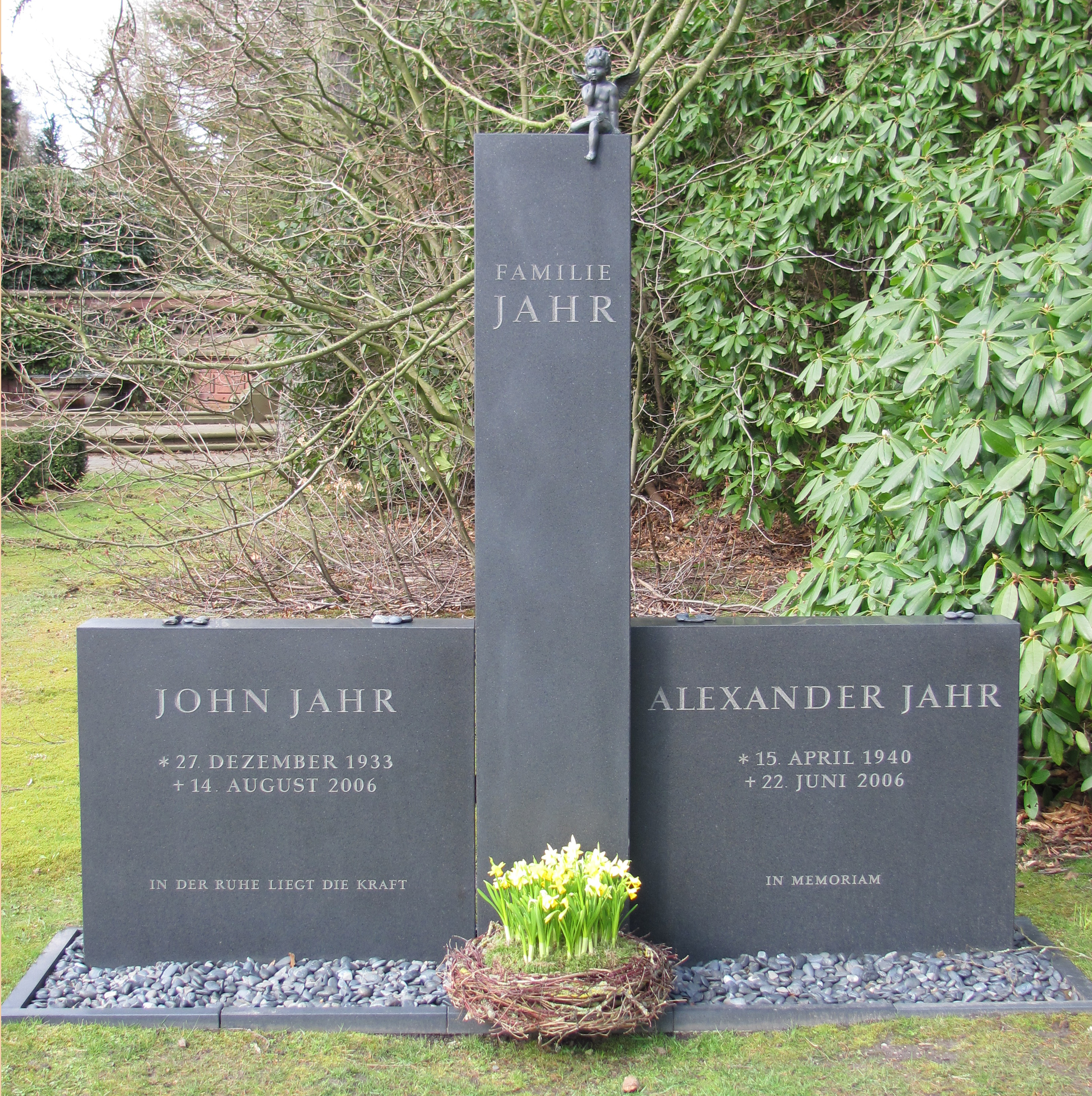
Familiengrab Jahr auf dem Friedhof Ohlsdorf

Alexander Jahr war der jüngste Sohn des 1991 verstorbenen Mitbegründers des Hamburger Druck- und Verlagshauses Gruner + Jahr, John Jahr senior. Er war gemeinsam mit seinen Geschwistern John, Angelika Jahr-Stilcken und Michael Jahr über die familieneigene Jahr-Holding mit 25,1 Prozent an der Gruner + Jahr AG beteiligt. Nach seinem Tod übernahm seine älteste Tochter Alexandra seinen Sitz in der Jahr-Holding.
Ende der 60er Jahre leitete er bei Gruner + Jahr den Unternehmensbereich Bild + Ton. 1971 gründete er den Fachverlag Jahr. Er war von 1974 bis 1999 Aufsichtsratsmitglied bei Gruner + Jahr. Im Jahre 2000 fusionierte der Jahr Verlag mit dem top special Verlag, einer Tochter der Axel Springer AG, zum Jahr Top Special Verlag. Im selben Jahr übergab der Verleger die Geschäftsführung an seine Tochter Alexandra Jahr. Der Jahr Top Special Verlag gehört zu Europas führenden Verlagen für Outdoor-, Sport- und Freizeitzeitschriften zu Themen wie Angeln (z. B. Blinker), Fliegen, Segeln, Golf und Pferdesport.
Alexander Jahr war verheiratet und Vater dreier Töchter. Er war ein passionierter Jäger, Pferdezüchter und Landwirt. Er besaß ein eigenes Schiff, mit dem er regelmäßig zum Angeln unterwegs war.
Am 22. Juni 2006 starb Jahr auf seinem Landsitz in Polen an Herzversagen.